# Епархия Мосоро
Епархия Мосоро (лат. Dioecesis Mossorensis) — епархия Римско-Католической церкви с центром в городе Мосоро, Бразилия. Епархия Мосоро входит в митрополию Натала. Кафедральным собором епархии Мосоро является церковь святой Луции.

## История
28 июля 1934 года Римский папа Пий XI издал буллу «Pro Ecclesiarum omnium», которой учредил епархию Мосоро, выделив её из епархии Натала. Первоначально епархия Мосоро входила в митрополию Параибы.
16 февраля 1952 года епархия Мосоро вошла в митрополию Натала.

## Ординарии епархии
- епископ Жайме де Баррош Камара (1935—1941);
- епископ João Batista Portocarrero Costa (1943—1953);
- епископ Elizeu Simões Mendes (1953—1959);
- епископ Gentil Diniz Barreto (1960—1984);
- епископ José Freire de Oliveira Neto (1984—2004)
- епископ Mariano Manzana (2004 — по настоящее время).

## Источник
- Annuario Pontificio, Ватикан, 2007
- Булла Pro ecclesiarum omnium, AAS 27 (1935), p. 325  (лат.)